# Cacopsylla zaicevi
Cacopsylla zaicevi är en insektsart som först beskrevs av Sulc 1915.  Cacopsylla zaicevi ingår i släktet Cacopsylla och familjen rundbladloppor. Arten är reproducerande i Sverige. Inga underarter finns listade i Catalogue of Life.